# Servicio Nacional del Cultivo y Fermentación del Tabaco
El Servicio Nacional de Cultivo y Fermentación del Tabaco se encargaba de la gestión del cultivo y el procesado de la cosecha del tabaco hasta 1987.

## Historia
Los cultivadores de tabaco cosechaban y curaban el tabaco, previa concesión administrativa otorgada y controlada por el Servicio Nacional de Cultivo y Fermentación del Tabaco (SNCFT), que además tenía a su cargo, con carácter exclusivo, la fermentación o procesado de la cosecha, que era adquirida en su totalidad a los cultivadores por cuenta de la Renta de Tabacos, y que una vez transformada, se cedía totalmente a Tabacalera, S.A. como empresa administradora de la Renta para su posterior manufactura.

### CETARSA
La adhesión de España a la Comunidad Económica Europea (CEE), conllevó la liberalización del sector tabaquero, y como consecuencia, la creación de la Compañía Española de Tabaco en Rama, S.A. (CETARSA) por el Real Decreto 573/1987, de 10 de abril, como sociedad estatal en régimen de derecho privado, con la finalidad de contribuir a los fines de la política tabaquera, atendiendo con criterios de rentabilidad y en concurrencia con otras empresas la demanda nacional e internacional de tabaco en rama.
El objeto social de CETARSA es la adquisición, fermentación, procesado, batido, acondicionamiento y comercialización en los mercados nacional e internacional del tabaco en rama.
Del capital suscrito y desembolsado, el 79,18% del total corresponde a la Sociedad Estatal de Participaciones Industriales (SEPI) y el restante 20,82 % a Altadis, S.A.
CETARSA dispone de tres fábricas ubicadas en la provincia de Cáceres, concretamente en los municipios de Talayuela, Navalmoral de la Mata y Coria, contando además con dos centros en régimen de alquiler, dedicados al almacenaje, en los municipios de Jaraíz de la Vera y Jarandilla de la Vera , también en la provincia de Cáceres.